# Associazione Calcio Reggiana 1964-1965
Questa voce raccoglie le informazioni riguardanti l'Associazione Calcio Reggiana nelle competizioni ufficiali della stagione 1964-1965.

## La stagione
Nella stagione 1964-1965 la Reggiana disputa il campionato di Serie B e con 36 punti si piazza in dodicesima posizione della classifica. Salgono in Serie A il Brescia con 49 punti, il Napoli con 48 punti e la Spal con 47 punti. Scendono in Serie C il Bari con 33 punti, la Triestina con 28 punti ed il Parma con 23 punti.
Se ne va dopo un alterco con un dirigente granata l'allenatore Giancarlo Cadè uno dei protagonisti della promozione e il nuovo mister è l'ex bolognese Dino Ballacci. Per ragioni di bilancio Luigi Del Grosso si priva di due terzi dell'implacabile attacco granata.
Claudio Correnti va al Mantova che gira alla Reggiana Gustavo Giagnoni ed Ettore Recagni, Carlo Facchin e Renzo Fantazzi passano al Catania che in cambio cede alla Reggiana Domenico De Dominicis, Agostino De Nardi è ceduto al Bari. Dal Palermo arriva l'ala destra Franco Deasti, poi un altro doppio innesto, dal Verona viene prelevato il centravanti Giampiero Calloni e dall'Arezzo l'ala destra Marco Tartari.
La Reggiana inizia vincendo in casa e perdendo fuori. Poi il pari di Livorno e la vittoria di Trieste aprono nuovi scenari. Le vittorie sull'Alessandria, sul Verona, sul Lecco, proiettano i granata nella zona alta della classifica, poi la sconfitta interna con la Pro Patria preclude sogni di gloria. Il Mirabello si riempie per la sfida col Napoli, proiettato verso la serie A e seguito da settemila tifosi, il 6 giugno 1965 (la gara finisce 1 a 1). Alla fine è solo salvezza ottenuta nella penultima, nonostante la sconfitta di Verona. Uomo stagione è Giampiero Calloni autore di 12 reti in campionato, beniamino del pubblico e denominato Calimero, come quello di Carosello. In doppia cifra con 10 centri anche Ettore Recagni. Fugace apparizione in Coppa Italia, con i granata eliminati nel primo turno dal Genoa (0-2).

## Divise
| Prima divisa | Seconda divisa |

## Rosa
| N. |                   | Ruolo | Calciatore            |
| -- | ----------------- | ----- | --------------------- |
|    | Italia (bandiera) | C     | Alessio Badari        |
|    | Italia (bandiera) | D     | Giorgio Baricchi      |
|    | Italia (bandiera) | P     | Giancarlo Bertini     |
|    | Italia (bandiera) | D     | Orlando Bertini       |
|    | Italia (bandiera) | C     | Rino Bon              |
|    | Italia (bandiera) | A     | Giampiero Calloni     |
|    | Italia (bandiera) | D     | Rino Ceccardi         |
|    | Italia (bandiera) | P     | Sauro Cinelli         |
|    | Italia (bandiera) | A     | Franco Deasti         |
|    | Italia (bandiera) | C     | Domenico De Dominicis |
|    | Italia (bandiera) | D     | Romano Donzelli       |

| N. |                   | Ruolo | Calciatore           |
| -- | ----------------- | ----- | -------------------- |
|    | Italia (bandiera) | A     | Gianfranco Gagliardi |
|    | Italia (bandiera) | C     | Giovanni Gavazzi     |
|    | Italia (bandiera) | D     | Gustavo Giagnoni     |
|    | Italia (bandiera) | D     | Giampiero Grevi      |
|    | Italia (bandiera) | A     | Claudio Longo        |
|    | Italia (bandiera) | A     | Corrado Nastasio     |
|    | Italia (bandiera) | A     | Ettore Recagni       |
|    | Italia (bandiera) | C     | Marco Tartari        |
|    | Italia (bandiera) | A     | Mario Tomy           |
|    | Italia (bandiera) | D     | Mario Villa          |

## Risultati

### Serie B

#### Girone di andata
| Arbitro: | Frullini (Firenze) |

|              |           |  |
| Giannini 34’ | Marcatori |  |

| Arbitro: | Sebastio (Taranto) |

|                     |           |  |
| Deasti 27’ Tomy 75’ | Marcatori |  |

| Arbitro: | Vitullo (Roma) |

|               |           |  |
| Innocenti 76’ | Marcatori |  |

| Arbitro: | Motta (Monza) |

|                                   |           |  |
| Tomy 19’ Calloni 22’, 36’ Bon 27’ | Marcatori |  |

| Arbitro: | Bigi (Padova) |

|                              |           |             |
| Calloni 21’ Tomy 32’ Bon 42’ | Marcatori | 10’ Carrera |

| Arbitro: | Fogliamanzillo (Torre Annunziata) |

|                        |           |  |
| Balestrieri 91’ (rig.) | Marcatori |  |

| Reggio Emilia 25 ottobre 1964 7ª giornata | Reggiana        | 0 – 0 | Modena | Stadio Mirabello\| Arbitro: \| Rigato (Mestre) \| |
| Arbitro:                                  | Rigato (Mestre) |       |        |                                                   |

| Livorno 1º novembre 1964 8ª giornata | Livorno       | 0 – 0 | Reggiana | Stadio Comunale\| Arbitro: \| Motta (Monza) \| |
| Arbitro:                             | Motta (Monza) |       |          |                                                |

| Arbitro: | Barolo (Bassano del Grappa) |

|  |           |             |
|  | Marcatori | 33’ Calloni |

| Arbitro: | Cirone (Palermo) |

|                                                |           |  |
| Recagni 4’, 5’ (rig.) 85’ Tomy 30’ Calloni 80’ | Marcatori |  |

| Arbitro: | Politano (Cuneo) |

|                                          |           |  |
| Silvagna 17’ Meregalli 48’ Calzolari 57’ | Marcatori |  |

| Reggio Emilia 6 dicembre 1964 12ª giornata | Reggiana          | 0 – 0 | Padova | Stadio Mirabello\| Arbitro: \| Orlando (Bergamo) \| |
| Arbitro:                                   | Orlando (Bergamo) |       |        |                                                     |

| Arbitro: | Bigi (Padova) |

|             |           |  |
| Calloni 16’ | Marcatori |  |

| Palerno 20 dicembre 1964 14ª giornata | Palermo            | 0 – 0 | Reggiana | Stadio La Favorita\| Arbitro: \| Marengo (Chiavari) \| |
| Arbitro:                              | Marengo (Chiavari) |       |          |                                                        |

| Arbitro: | Palazzo (Palermo) |

|              |           |  |
| Mencacci 43’ | Marcatori |  |

| Arbitro: | Angonese (Mestre) |

|                                     |           |  |
| Calloni 35’, 85’ (rig.) Tartari 84’ | Marcatori |  |

| Napoli 17 gennaio 1965 17ª giornata | Napoli         | 0 – 0 | Reggiana | Stadio San Paolo\| Arbitro: \| Nobilia (Roma) \| |
| Arbitro:                            | Nobilia (Roma) |       |          |                                                  |

| Arbitro: | Gonella (Torino) |

|                                                |           |  |
| Recagni 27’ (rig.) 88’ Calloni 60’ Tartari 65’ | Marcatori |  |

| Arbitro: | Bernardis (Trieste) |

|           |           |  |
| Salvi 57’ | Marcatori |  |

#### Girone di ritorno
| Arbitro: | Barolo (Bassano del Grappa) |

|                          |           |  |
| Giagnoni 60’ Calloni 66’ | Marcatori |  |

| Arbitro: | Acernese (Roma) |

|                                 |           |          |
| Massei 34’ (rig.) Cavallito 82’ | Marcatori | 33’ Tomy |

| Arbitro: | Pieroni (Roma) |

|             |           |  |
| Recagni 70’ | Marcatori |  |

| Arbitro: | Rancher (Roma) |

|             |           |  |
| Berardi 51’ | Marcatori |  |

| Arbitro: | Schinetti (Brescia) |

|                |           |             |
| Boninsegna 43’ | Marcatori | 62’ Calloni |

| Arbitro: | Di Tonno (Lecce) |

|                    |           |                        |
| Recagni 37’ (rig.) | Marcatori | 38’ Duvina 55’ Sartore |

| Arbitro: | De Marchi (Pordenone) |

|           |           |                |
| Gallo 58’ | Marcatori | 81’ O. Bertini |

| Reggio Emilia 28 marzo 1965 27ª giornata | Reggiana         | 0 – 0 | Livorno | Stadio Mirabello\| Arbitro: \| Piantoni (Terni) \| |
| Arbitro:                                 | Piantoni (Terni) |       |         |                                                    |

| Arbitro: | Figuccia (Marsala) |

|             |           |             |
| Recagni 17’ | Marcatori | 79’ Orlando |

| Arbitro: | Schinetti (Brescia) |

|                    |           |  |
| Donzelli 7’ (aut.) | Marcatori |  |

| Reggio Emilia 25 aprile 1965 30ª giornata | Reggiana      | 0 – 0 | Parma | Stadio Mirabello\| Arbitro: \| Motta (Monza) \| |
| Arbitro:                                  | Motta (Monza) |       |       |                                                 |

| Arbitro: | Carminati (Milano) |

|                          |           |  |
| Carminati 26’ (rig.) 43’ | Marcatori |  |

| Monza 9 maggio 1965 32ª giornata | Monza          | 0 – 0 | Reggiana | Stadio Città di Monza\| Arbitro: \| Monti (Ancona) \| |
| Arbitro:                         | Monti (Ancona) |       |          |                                                       |

| Reggio Emilia 16 maggio 1965 33ª giornata | Reggiana           | 0 – 0 | Palermo | Stadio Mirabello\| Arbitro: \| Marchiori (Padova) \| |
| Arbitro:                                  | Marchiori (Padova) |       |         |                                                      |

| Arbitro: | Nobilia (Roma) |

|                    |           |            |
| Recagni 89’ (rig.) | Marcatori | 83’ Gerosa |

| Arbitro: | Schinetti (Brescia) |

|                  |           |  |
| Bettini 21’, 69’ | Marcatori |  |

| Arbitro: | D'Agostini (Roma) |

|             |           |          |
| Recagni 15’ | Marcatori | 36’ Bean |

| Arbitro: | Righetti (Torino) |

|                             |           |  |
| Scaratti 1’, 86’ Tomiet 33’ | Marcatori |  |

| Arbitro: | Marchiori (Padova) |

|            |           |  |
| Calloni 1’ | Marcatori |  |

### Coppa Italia
| Arbitro: | Ferrari (Milano) |

|  |           |                                 |
|  | Marcatori | 92’ (aut.) Montanari 119’ Kolbl |

## Statistiche

### Statistiche di squadra
| Competizione | Punti | In casa | In casa | In casa | In casa | In casa | In casa | In trasferta | In trasferta | In trasferta | In trasferta | In trasferta | In trasferta | Totale | Totale | Totale | Totale | Totale | Totale | DR |
| Competizione | Punti | G       | V       | N       | P       | Gf      | Gs      | G            | V            | N            | P            | Gf           | Gs           | G      | V      | N      | P      | Gf     | Gs     | DR |
| ------------ | ----- | ------- | ------- | ------- | ------- | ------- | ------- | ------------ | ------------ | ------------ | ------------ | ------------ | ------------ | ------ | ------ | ------ | ------ | ------ | ------ | -- |
| Serie B      | 36    | 19      | 10      | 8       | 1       | 30      | 6       | 19           | 1            | 6            | 12           | 4            | 21           | 38     | 11     | 14     | 13     | 34     | 27     | +7 |
| Coppa Italia |       | 1       | 0       | 0       | 1       | 0       | 2       | -            | -            | -            | -            | -            | -            | 1      | 0      | 0      | 1      | 0      | 2      | -2 |
| Totale       |       | 20      | 10      | 8       | 2       | 30      | 8       | 19           | 1            | 6            | 12           | 4            | 21           | 39     | 11     | 14     | 14     | 34     | 29     | +5 |

### Statistiche dei giocatori
| Giocatore       | Serie B  | Serie B | Coppa Italia | Coppa Italia | Totale   | Totale |
| Giocatore       | Presenze | Reti    | Presenze     | Reti         | Presenze | Reti   |
| --------------- | -------- | ------- | ------------ | ------------ | -------- | ------ |
| A. Badari       | 1        | 0       | -            | -            | 1        | 0      |
| G. Baricchi     | 3        | 0       | -            | -            | 3        | 0      |
| G. Bertini      | 37       | -25     | 1            | -2           | 38       | -27    |
| O. Bertini      | 35       | 1       | 1            | 0            | 36       | 1      |
| R. Bon          | 29       | 2       | 1            | 0            | 30       | 2      |
| G. Calloni      | 33       | 12      | 1            | 0            | 34       | 12     |
| R. Ceccardi     | 22       | 0       | -            | -            | 22       | 0      |
| S. Cinelli      | 1        | -2      | -            | -            | 1        | -2     |
| F. Deasti       | 6        | 1       | -            | -            | 6        | 1      |
| D. De Dominicis | 36       | 0       | 1            | 0            | 37       | 0      |
| R. Donzelli     | 4        | 0       | -            | -            | 4        | 0      |
| G. Gagliardi    | 1        | 0       | -            | -            | 1        | 0      |
| G. Gavazzi      | 6        | 0       | -            | -            | 6        | 0      |
| G. Giagnoni     | 38       | 1       | 1            | 0            | 39       | 1      |
| G. Grevi        | 38       | 0       | -            | -            | 38       | 0      |
| C. Longo        | 15       | 0       | 1            | 0            | 16       | 0      |
| P. Montanari    | -        | -       | 1            | 0            | 1        | 0      |
| C. Nastasio     | 8        | 0       | 1            | 0            | 9        | 0      |
| E. Recagni      | 30       | 10      | 1            | 0            | 31       | 10     |
| M. Tartari      | 23       | 2       | -            | -            | 23       | 2      |
| M. Tomy         | 18       | 5       | 1            | 0            | 19       | 5      |
| M. Villa        | 34       | 0       | 1            | 0            | 35       | 0      |